# Cries in the Night
Cries in the Night è il quarto singolo degli W.A.S.P., pubblicato nel 1985.
Registrata nel 1985, la canzone è stata pubblicata per la prima volta nell'album The Last Command.

## Tracce
1. Cries in the Night – 3:40
2. Cries in the Night – 3:40

## Formazione
- Blackie Lawless - voce, basso
- Randy Piper - chitarra
- Chris Holmes - chitarra
- Steve Riley - batteria